# Estil tipogràfic

Mostra de text escrit amb diferents estils tipogràfics: rodona, cursiva, versaleta, majúscula i minúscula

Mostra de la lletra tipogràfica Tahoma a la que es pot veure exemples en rodona, negreta i cursiva

L'estil tipogràfic és la variació de disseny de les lletres tipogràfiques. Dintre d'una mateixa família es poden trobar diversos estils:
- Quant a la seva figura poden ser:
  - Minúscules
  - Majúscules
  - Versaletes
- Quant a la inclinació del traç poden ser:
  - Rodones (verticals)
  - Cursives (inclinades)
- Quant al gruix del traç poden ser:
  - Normals
  - Negretes